# التجنيد الإجباري للأشخاص ذوي الإعاقة
لقد حدث التجنيد العسكري للأشخاص ذوي الإعاقة في مناسبات مختلفة تاريخيًا.

## الحالات
فيما يلي قائمة بالحالات المعروفة لتجنيد الأشخاص ذوي الإعاقة.
- في اليابان أثناء الحرب الصينية اليابانية الثانية، تم تجنيد أكثر من 480 شخصًا من ذوي الإعاقات الفكرية.[1]
- في أوكرانيا أثناء الغزو الروسي لأوكرانيا، تم تجنيد العديد من الأشخاص ذوي الإعاقات المتنوعة على مدار الصراع.[2][3] عدلت وزارة الدفاع الأوكرانية معايير الإعفاءات الطبية، وأعادت تصنيف الأشخاص المصابين بالسل والتهاب الكبد الفيروسي وأمراض الغدة الدرقية وفيروس نقص المناعة البشرية ليكونوا لائقين للخدمة العسكرية.[4] في أغسطس 2024، أفيد أنه تم تجنيد أشخاص مصابين بالصرع.[5] في 22 أكتوبر 2024، وقع الرئيس الأوكراني زيلينسكي مرسومًا بحل لجان الفحص الطبي لتحديد شدة الإعاقات المؤهلة للإعفاءات العسكرية.[6]
- في الولايات المتحدة، خلال حرب فيتنام، كان هناك مشروع تجنيد للأشخاص ذوي الإعاقة في عهد إدارة جونسون، والمعروف باسم "المشروع 100,000". أُعيد تصنيف الرجال الذين رُفضوا سابقًا من الخدمة العسكرية بسبب إعاقات جسدية أو عقلية، وأُرسلوا إلى الخطوط الأمامية في فيتنام.[7]
- في كوريا الشمالية: أدى الفحص البدني للتجنيد إلى تخفيف معايير ملاءمة الخدمة العسكرية بسبب قصر القامة، حيث ورد أنه يبلغ 142 سـم (4 قدم 8 بوصة) اعتبارًا من عام 2012.[8][9]